# متشابهات الأجنحة
متشابهات الأجنحة أو حشرات متجانسات الأجنحة(الاسم العلمي: Homoptera) هي رتبة من الحشرات تتبع طائفة الحشرات من شعبة مفصليات الأرجل.
وهي رتبة فرعية مستنكرة من رتبة نصفيات الأجنحة; وتشير الداسات المورفولوجية الحديثة وتحليلات الحمض الريبي النووي المنزوع الأكسجينالتي تم إجراؤها مؤخرًا إلى أن هذه الرتبة شبه عرقية. ومن ثم فقد تم تقسيمها إلى الرتب الفرعية قصيات الخرطوم (Sternorrhyncha) وعنقيات الخرطوم (Auchenorrhyncha) ونصفيات الأجنحة (Coleorrhyncha).
ومع ذلك، هناك حاليًا جدل حول أحاديات النمط الخلوي للرتبة عنقيات الأجنحة. انظر متغايرات الأجنحة وبروسورهينتشا (Prosorrhyncha) للحصول على مزيد من المعلومات حول هذه النقاط.
وتتضمن متشابهات الأجنحة، حسبما تم التعرف عليها على مدى القرن الماضي تقريبًا، المن والحشرات القشرية والزيز والحشرات النطاطة. وكل هذه الأنواع تُعتبر «بق حقيقي» وتتمتع جميعها بأجزاء فموية للمص.

## فصائل
- المنية